# Leptura aureolella
Leptura aureolella es una especie de escarabajo longicornio del género Leptura, categorizada en la tribu Lepturini, de la subfamilia Lepturinae. Fue descrita por Holzschuh en 2009.

## Descripción
Mide 17,5 mm de longitud.

## Distribución
Se distribuye por Laos.